# 渕上里奈
渕上 里奈（ふちがみ りな、1989年6月24日 - ）は、日本の歌手、シンガーソングライター。広島県広島市出身。アクターズスクール広島出身（7期生）。広島市に拠点を置き、シンガーソングライターのほか、ラジオパーソナリティ、女優としても活動している。2019年12月30日をもって無期限活動休止に入る。2019年12月15日の広島LIVE VANQUISHで行うワンマンライブ「通知表」が活動休止前のラストライブとなる。

## 来歴
広島県広島市で5人きょうだいの長女として生まれる。小学生の頃から歌うのが好きだった。
後に上京後のPerfumeがブレイクして有名になることとなるアクターズスクール広島で2002年から学び、2004年より実質上のプロ養成コースである専科に進んだ。卒業する高校2年生までの5年間、歌やダンス、演技のレッスンなど、好きなことに打ち込みんだ。同時期に共に学んだ者として9nineの西脇彩華（ちゃあぽん）や、まなみのりさ、石井杏奈、モーニング娘。の鞘師里保、乃木坂46の中元日芽香、BABYMETALの中元すず香らがいる。
2010年、高校の先輩であり友人でもある西本衣里の呼びかけに応じて、広島を中心に活動したローカルアイドルユニット「MMJ」（2010年5月 - 2017年3月）を結成、サブリーダーとなる。
2010年7月、レコチョクオーディションに応募し、約1万人の応募者の中でセミファイナル5人に残る。この時、グランプリを獲得したのはfumikaである。
2010年12月、MMJのマキシシングル「恋愛アジェンダ」をリリース。
2011年12月、MMJのミニアルバム『Girl-Girl』と同時に、渕上里奈ソロMaxiシングル「D.I.C.E.」をリリースしソロデビューを果たす。
3枚目のソロシングル「カラフル」より、自身で作詞・作曲した曲も発表し始めた。
2013年夏にサンモール屋上に開園した「紙屋町ブルーベリー園」の初代「つみとり娘」を務め、イメージガールとして活動するとともにイメージソング「あなたに届けたい」を発売した。
2013ひろしまフラワーフェスティバルのフラワーゲストに、MMJとともに選出された。また、2014ひろしまフラワーフェスティバルでは、オープニングセレモニーでテーマ曲「花ぐるま」を歌った。
2014年5月7日に徳間ジャパンコミュニケーションズよりソロMaxiシングル「スイート」でメジャーデビュー。
2017年3月26日、所属する広島ガールズユニット“MMJ”の広島クラブクアトロ MMJ FINAL LIVEに出演、この日をもってMMJは活動休止。
2017年6月23日、プロ野球セントラルリーグ公式戦 広島東洋カープ vs 阪神タイガースの試合開始前セレモニーにて、国歌斉唱を務める。
2019年1月30日、1stソロアルバム『SPURT』をリリース。
2019年11月1日、年内を以て無期限の活動休止を発表。同年12月15日の広島LIVE VANQUISH ワンマンライブ「通知表」が活動休止前のラストライブとなる。同年12月30日、最終回を迎えた『渕上里奈のMUSIC ROOM』（RCCラジオ）を最後に無期限活動休止に入る。ただし、自身のSNSは休止後も継続している。
2020年2月4日、自身のSNSにて結婚を発表。

## ディスコグラフィ

### インディーズ
| 枚                              | リリース日                | タイトル                  | 販売形態                  | 品番                      | 特記事項                                      |                           |
| ORANGE BEAT MUSICレーベル       | ORANGE BEAT MUSICレーベル | ORANGE BEAT MUSICレーベル | ORANGE BEAT MUSICレーベル | ORANGE BEAT MUSICレーベル | ORANGE BEAT MUSICレーベル                     | ORANGE BEAT MUSICレーベル |
| ------------------------------- | ------------------------- | ------------------------- | ------------------------- | ------------------------- | --------------------------------------------- | ------------------------- |
| 1                               | 2011年12月21日            | D.I.C.E.                  | CD マキシシングル         | ORB-06                    |                                               |                           |
| Fairwind Recordsレーベル        |                           |                           |                           |                           |                                               |                           |
| 2                               | 2012年6月6日              | appreciate 〜感謝の言葉〜 | CDシングル                |                           | 結婚式場ザ・サウスハーバー リゾートTVCMソング |                           |
| CROSSROAD Entertainmentレーベル |                           |                           |                           |                           |                                               |                           |
| 3                               | 2013年3月2日              | カラフル                  | CDシングル                | CRE-R001                  |                                               |                           |
| 4                               | 2013年7月3日              | My lover/瞬くまで         | CDシングル                | CRE-R002                  | 両A面                                         |                           |
| 5                               | 2013年7月3日              | あなたに届けたい          | CDシングル                | CRE-R003                  | 紙屋町ブルーベリー園イメージソング            |                           |

### メジャー
| 枚                               | リリース日                       | タイトル                         | 販売形態                         | 品番                             | 特記事項 |                                  |
| 徳間ジャパンコミュニケーションズ | 徳間ジャパンコミュニケーションズ | 徳間ジャパンコミュニケーションズ | 徳間ジャパンコミュニケーションズ | 徳間ジャパンコミュニケーションズ | 徳間ジャパンコミュニケーションズ                                                                                      | 徳間ジャパンコミュニケーションズ |
| -------------------------------- | -------------------------------- | -------------------------------- | -------------------------------- | -------------------------------- | --- | -------------------------------- |
| 1                                | 2014年5月7日                     | スイート                         | CDマキシシングル                 | TKCA-74066                       | 通常版とライブ会場限定盤の2種 カラオケDAM地域限定CMタイアップ                                                         |                                  |
| 2                                | 2014年10月15日                   | ゆらり                           | 配信限定                         |                                  | カップリング曲「シアワセメモリー」は、ひろしまフードフェスティバル2014のイメージソング                                |                                  |
| 3                                | 2015年8月5日                     | つよがり                         | CDマキシシングル                 | TKCA-74262                       | |                                  |
| 4                                | 2017年8月23日                    | 綺麗な水                         | 配信限定                         |                                  | 保険会社『株式会社ウメソー』（広島市）のテレビCMイメージソング。2017年8月21日より、広島のテレビ局を中心にオンエアー。 |                                  |
| 5                                | 2019年1月30日                    | SPURT                            | CDアルバム                       | TKCA-74763                       | 8曲入りミニアルバム                                                                                                   |                                  |

## 出演
※個人名義での出演のみ

### テレビ
- テレビ映画「浮気なストリッパー」（2014年1月11日、RCCテレビ）- ニュースディレクター 役
- 音楽の日 前夜祭 〜広島音楽村TV〜（2014年8月2日、RCCテレビ）- MC
- てっぺん!（2016年4月〜2017年3月、広島テレビ）
- 恋とか愛とか（仮）（広島ホームテレビ）
  - Episode13「引けない女」（2016年4月22日、4月29日、5月6日、5月13日） - 主演・美里(24) 役
  - 舞台直前SP｢肉食な女｣（2018年1月25日・2月1日） - 主演・アオイ(29) 役
- TVドラマ「果てしなき探偵」（2017年5月5日（前編）・5月12日（後編）、広島ホームテレビ）

### ラジオ
- HIROSHIMA MUSIC VILLAGE（2011年4月 - 2014年3月、RCCラジオ） - アシスタント
- 渕上里奈のMUSIC ROOM（2014年4月 - 2019年12月、RCCラジオ）- メインMC 毎週土曜23時-23時30分 → 毎週月曜21時30分-21時45分
- 平成ラヂオバラエティごぜん様さま（2019年8月16日、RCCラジオ） - 河村綾奈の代理　（2019年12月11日、RCCラジオ）－中根夕希の代理

### 舞台
- 舞台 恋とか愛とか（仮）（広島公演：2016年10月6日・7日・8日・9日・10日、会場：広島 ぽるぽるホール）
- 舞台 恋とか愛とか（仮）3 広島公演（2019年2月8日 - 11日、会場：広島YMCA国際文化ホール）[7]

### ライブ・イベント
- ニューイヤー♪ライブ／広島MUSIC SHOW-CASE（2012年1月8日、イオンモール広島府中（安芸郡府中町））
- ニューイヤーブライダルフェスタ 森本ケンタ＆MMJ渕上里奈スイーツデザートティータイムトークショー（2012年1月22日、ホテルプロヴァンス'21広島（広島市西区））
- Shareo Spring Girls Collection 2012 ガールズライブ（2012年4月8日、シャレオ中央広場（広島市中区））
- 第36回ひろしまフラワーフェスティバル たんぽぽステージ（2012年5月3日、広島平和記念公園前（広島市中区））
- FRAME主催ヘアーショウ＆ミュージックライブ「FLASH〜一瞬の閃きが未来を変える〜」（2012年5月20日、東広島市市民文化センター アザレアホール（東広島市））
- Art of Living「LOVE LIFE YUKATA」（2012年6月21日、SUZU CAFE（広島市南区））
- クラブイベント「LADY BIRD 〜SINGER Night SP〜」（2012年6月29日、club CHINA TOWN（広島市中区））
- 小田億Finds 家具博 2012（2012年7月15日、小田億Finds本店（広島市西区））
- 18〜イッパチ〜LIVE（2012年7月19日、エールエール広島駅南口地下広場（広島市南区））
- THANK YOU FOR THE MUSIC！-vol6-（2012年8月5日、HIROSHIMA BACKBEAT（広島市中区））
- ひろしまプロジェクト＠異業種交流パーティー（2012年8月8日、シェラトンホテル広島（広島市南区））
- クラブイベント「Candy vol.6」（2012年8月24日、広島CLUB QUATTRO（広島市中区））
- ボートレース宮島第3回サマーフェスティバル アクターズスクールショー（2012年8月25日、ボートレース宮島（廿日市市））
- FreeFaceニューアルバム「Faith」リリースライブ（2012年8月31日、広島CLUB QUATTRO（広島市中区））
- 関西コレクション2012AUTUMN/WINTER（2012年9月17日、京セラドーム大阪（大阪市西区））
- 「appreciate〜感謝の言葉〜」発売記念インストアイベント（2012年9月22日、フタバ図書アルティ福山本店（福山市））
- 「appreciate〜感謝の言葉〜」発売記念インストアイベント（2012年9月29日、フタバ図書サウンドTERA府中店（安芸郡府中町））
- カジルライブ（2012年9月30日、カジル横川（広島市西区））
- 比治山祭（2012年10月20日、比治山大学（広島市東区））
- 御幸祭（福山平成大学 大学祭）（2012年10月28日、福山平成大学（福山市））
- 経大祭（広島経済大学 大学祭）（2012年11月3日、広島経済大学（広島市安佐南区））
- サンクスフェスタ2012（2012年11月18日、タマホーム広島展示場（広島市安佐南区））
- We Love Milkフェスタ（2012年12月2日、アルパーク（広島市西区））
- RCC「ラジオ・チャリティー・ミュージックソン ヨコヤマ☆ホーリー・ナイト」公開生放送（2012年12月24-25日、RCC中国放送本社（広島市中区））
- HIP HOP大忘年会2012-THE BATTLE-（2012年12月30日、club CHINA TOWN（広島市中区））
- ユートピアサイオトファイヤーフェスティバルカウントダウン2012〜2013（2012年12月31日、ユートピアサイオト（山県郡北広島町才乙））
- クラブイベント「Candy vol.7」（2013年1月5日、広島CLUB QUATTRO（広島市中区））
- 広島市成人祭（2013年1月14日、広島サンプラザホール（広島市西区））
- クラブイベント「WONDERFUL TONIGHT vol.7 」（2013年2月1日、SOUND HOUSE ASTRO（広島市中区））
- SOUND HOLIC TOUR 2013'〜広島からお邪魔します〜（2013年2月8日、広島CLUB QUATTRO（広島市中区））
- ニューシングル「カラフル」リリースイベント（2013年3月2日、フタバ図書TERA広島府中店（安芸郡府中町））
- ニューシングル「カラフル」リリースイベント（2013年3月9日、フタバ図書アルティ福山本店（福山市明神町））
- クラブイベント「INFINITY」（2013年3月9日、MUGEN5610（広島市中区））
- ニューシングル「カラフル」リリースイベント（2013年3月17日、イオンモール広島祇園（広島市安佐南区））
- 東日本大震災復興支援ライブ 〜歌に願いを〜（2013年3月31日、広島バックビート（広島市中区））
- 復興支援チャリティーライブ 2013 in Hiroshima（2013年4月21日、行者山太光寺（広島市西区））
- カジルライブ（2013年4月27日、カジル横川（広島市西区））
- 第12回万徳院春を食べるかい（2013年4月28日、万徳院跡歴史公園（北広島町））
- 第37回ひろしまフラワーフェスティバル（2013年5月3日、広島市中心部周辺（全3ステージ））- フラワーゲスト
- カジルライブ（2013年5月18日、カジル横川（広島市西区））
- イオンモール広島府中♪MUSIC SHOWCASE（2013年6月8日、イオンモール広島府中（安芸郡府中町））
- ひろしま満点ママフェスタ（2013年6月22日、天満屋広島アルパーク店（広島市西区））
- 紙屋町ブルーベリー祭 ミニライブ（2013年6月29日、6月30日、7月13日-7月15日、サンモール屋上紙屋町ブルーベリー園（広島市中区））
- ニューシングル2枚同時リリースイベント（2013年7月6日、フタバ図書TERA広島府中店（安芸郡府中町））
- 渕上里奈 LIVE 2013「My lover」（2013年7月16日、ライブジューク（広島市中区））- 初ワンマンライブ
- Cache Cache × CAVE BE presents「MUSIC SHOWER」（2013年7月29日、広島Cave-be（広島市中区））
- カジル横川ライブ（2013年8月3日、カジル横川（広島市西区））
- THANK YOU FOR THE MUSIC! vol.7（2013年8月11日、広島バックビート（広島市中区））
- 24時間テレビ 「愛は地球を救う」 チャリティーライブ（2013年8月25日、イオンモール広島府中（安芸郡府中町））
- まなみのりさ＆渕上里奈〜Wインストアライブ〜（2013年9月1日、イオンモール広島祇園（広島市安佐南区））
- ひろフェス！（2013年9月21日、旧広島市民球場跡地（広島市中区））
- 2013酒まつり（2013年10月12日、酒まつりKIZUNA会場（賀茂鶴酒造吉冨蔵）（東広島市））
- ぽるフェス（2013年10月13日、基町クレドふれあい広場（広島市中区））
- フレスタモール カジル岩国 クリスマスツリー点灯式（2013年11月30日、フレスタモール カジル岩国（岩国市））
- ヨコヤマ☆ナイト セカンドシーズン第21章（2013年12月20日、Live Cafe JIVE（広島市中区））
- クリスマス チャリティー ミュージック ライブ in 福山駅前 vol.5（2013年12月22日、さんすて福山・アイネスフクヤマ（福山市））
- RCC「ラジオ・チャリティー・ミュージックソン」公開生放送（2013年12月24日、RCC本社1Fロビー（広島市中区））- 2年連続
- 110番の日（2014年1月11日、広島駅南口地下広場（広島市南区））
- 渕上里奈ミニライブ（2014年3月2日、広島駅南口地下広場（広島市南区））
- 2014カープフェスティバル鯉祭り（2014年3月23日、マツダZoom-Zoomスタジアム広島（広島市南区））
- イオンモール広島府中10周年 MUSIC SHOWCASE 渕上里奈ミニライブ（2014年3月23日、イオンモール広島府中（安芸郡府中町））
- ツキイチ＠エールエール 公開生放送（2014年3月29日、広島駅南口地下広場（広島市南区））
- 東日本大震災復興支援ライブ 〜歌に願いを〜（2014年4月6日、広島バックビート（広島市中区））- 2年連続
- 野呂山山開き（2014年4月20日、国民宿舎野呂高原ロッジ横グラウンド（呉市））
- 万徳院春を食べるかい（2014年4月27日、万徳院跡歴史公園（北広島町））- 2年連続
- 基町クレド・パセーラ ミニライブ（2014年4月29日、基町クレドふれあい広場）
- 第38回ひろしまフラワーフェスティバル（2014年5月3日-5日、広島市中心部周辺（全5ステージ））- 3年連続、フラワーゲスト、オープニングセレモニーでテーマソング「花ぐるま」を歌う
- 春の三次ワイン祭（2014年5月6日、広島三次ワイナリー（三次市））
- 渕上里奈 「スイート」 炎のインストアライブ3本勝負 1本目（2014年5月7日、HMV広島本通店（広島市中区））
- 渕上里奈 「スイート」 炎のインストアライブ3本勝負 2本目（2014年5月10日、フタバ図書TERA広島府中店（安芸郡府中町））
- 2014JFEスチール西日本フェスタ in ふくやま（2014年5月11日、JFEスチール福山製鉄所（福山市））
- 渕上里奈 「スイート」 炎のインストアライブ3本勝負 3本目（2014年5月18日、タワーレコード広島店（広島市中区））
- 住まいガステキフェア2014（2014年5月24日、広島県立広島産業会館（広島市南区））
- 広島エアポートフェスタSATSUKI（2014年5月25日、広島空港（三原市））
- プロ野球セパ交流戦 広島東洋カープVS千葉ロッテマリーンズ 試合開始前セレモニー（2014年5月28日、MAZDA Zoom-Zoom スタジアム広島（広島市南区））- 国歌斉唱
- 渕上里奈ライブ2014「スイート」（2014年5月31日、広島バックビート（広島市中区））- 通算2回目、メジャーデビュー後初のワンマンライブ
- まみり jam vol.1〜feat.渕上里奈〜（2014年6月7日、広島バックビート（広島市中区））
- 茶屋町アイドルプラザ公開録音（2014年6月14日、MBS本社（大阪市北区））
- サンモール「スタンハウス」オープンイベント（2014年6月22日、サンモール5F YYYスタジオ（広島市中区））
- 渕上里奈ミニライブ（2014年7月12日、アルパーク東館（広島市西区））
- しまのわミュージッククルーズ（2014年7月20日、広島湾船上（広島市南区））
- 吉和夏まつり（2014年8月15日、吉和グラウンド（廿日市市））
- 日清チキンラーメン バースデースペシャル 俊雄と裕見子のおもいっきり土曜日 公開生放送（2014年8月23日、ゆめタウン広島（広島市南区））
- ひろしまライフスタイル博2014（2014年8月24日、広島グリーンアリーナ（広島市中区））
- 広島ガーデンパレスSUMMER FESTA2014（2014年8月28日、ホテル広島ガーデンパレス（広島市東区））
- otto stock 2014 〜cefe otto 1st Anniversary 2Days Party〜（2014年9月12日、cafe otto（広島市中区））
- 広島音楽村ライブ in エコス（2014年9月21日、商工センター住宅展示場エコス（広島市西区））
- IMAZ presents（2014年9月29日、広島Cave-be（広島市中区））
- ひろしまフードフェスティバル2014（2014年10月25日〜26日、広島城本丸ステージ（広島市中区））
- みろくの里 ライトアップオープニングイベント（2014年11月8日、みろくの里（福山市））
- 森永乳業クラフトチーズワールドセレクトシリーズ『なんて日だ！チーズの日だ！』 （2014年11月15日、ゆめタウン広島（広島市南区））
- ファミリーフェスタ2014（2014年11月16日、今治造船広島工場（三原市））
- カジルミュージックフェスタ2014（2014年11月24日、カジル横川（広島市西区））
- GIRLS POP MUSIC LIVE（2014年11月29日、たけはら海の駅（竹原市））
- RCC「ラジオ・チャリティー・ミュージックソン」公開生放送（2014年12月24日、RCC本社1Fロビー（広島市中区））- 3年連続

## CM
- ホームセンターユーホー（2015年 - ） オリジナルCMソングを担当